# 内藤耻叟
内藤 耻叟（ないとう ちそう、文政10年9月25日（1827年11月15日） - 明治36年（1903年）6月7日）は、明治時代に活躍した歴史家。本名は正直。

## 経歴
文政10年（1827年）、常陸国（現茨城県）水戸南町に美濃部茂政の二男として生まれ、水戸藩士・内藤氏を継ぐ。天保12年（1841年）に藩校弘道館に入り、同校において会沢正志斎、藤田東湖らに師事。のちに幼少期の徳川慶喜の学問の相手もつとめている。安政6年（1859年）に藩内の論争に巻き込まれて謹慎の上、隠居を命ぜられる。後に天狗党鎮圧に加わった功績で慶応元年（1865年）に弘道館教授に任ぜられるが、翌年再び藩内の論争に巻き込まれて入獄、その後幕末期の混乱に乗じて水戸を脱出し、放浪生活を送る。その後、明治3年（1870年）に山形県（府藩県三治制の県）職員となり、明治11年（1878年）に東京府に新設された小石川区の区長に就任する。
明治14年（1881年）には群馬県中学校（現群馬県立前橋高等学校）の校長に任ぜられ再び教育に携わるようになる。明治17年（1884年）、東京大学講師、明治19年（1886年）より帝国大学文科大学教授。経学・日本史・支那歴史・支那哲学・漢文学・和漢古代法制などの科目を担当。明治24年（1891年）非職。この間、明治22年から24年の間には陸軍教授を兼任。明治36年（1903年）、中風のため東京小石川で死去。77歳。
後期水戸学の思想と学風を堅持し、提唱し続けた。著書に『徳川十五代史』『安政紀事』など。

## 著書
- 支那文学全書「四書講義 上巻　大学 中庸 論語」内藤耻叟講述 博文館
- 支那文学全書「四書講義 下巻　孟子」内藤耻叟講述 博文館
- 支那文学全書「小学 孝経 忠経 講義」 内藤耻叟講述 博文館
- 支那文学全書「近思録講義」 内藤耻叟講述 博文館
- 「徳川十五代史」内藤耻叟講述 博文館